# Abd Allah
Abd Allah (Abu Muhammad Abd Allah ibn Muhammad, arab. ‏أبو محمد عبد الله بن محمد‎) (ur. 11 stycznia 842 w Kordobie, zm. 15 października 912 tamże) – emir Kordoby w latach 888-912.

## Życiorys
Był synem Muhammada I.
Doszedł do władzy w drodze zamachu stanu. Zlecił zabójstwo swojego brata Al-Mundhira. 
W 888 roku zbuntowali się przeciwko jego władzy Muwalladzi i Mozarabowie. W siłę wzrosły lokalne księstewka muzułmańskie powstałe za rządów jego ojca. W emiracie wybuchły kolejne rewolty wodzów, którzy postanowili zerwać z uznawaniem zwierzchności Umajjadów i dążyli do niezależności.
Z powodu konfliktów wewnętrznych w państwie oraz ekspansjonistycznej polityki rekonkwistadora i króla Asturii Alfonsa III Wielkiego Abd Allah jako pierwszy z Umajjadów rozpoczął poszukiwanie sprzymierzeńca w kalifacie bagdadzkim i nawiązał kontakty z Abbasydami. 
Przed śmiercią utracił faktycznie kontrolę nad Al-Andalus. Rządzone przez niego państwo skurczyło się do Kordoby i jej okolic.